# 수실 코이랄라
수실 코이랄라(네팔어: सुशील कोइराला, 1939년 8월 12일 ~ 2016년 2월 9일)는 네팔의 정치인이다. 2014년 2월 11일부터 2015년 10월 12일까지 네팔의 총리를 역임했다. 또한, 2010년 9월 22일부터 2016년 2월 9일까지 네팔 의회당의 당수를 역임했다.
2014년 2월 9일, 코이랄라는 의회에 의해 총리로 선출되었다.